# Парамо

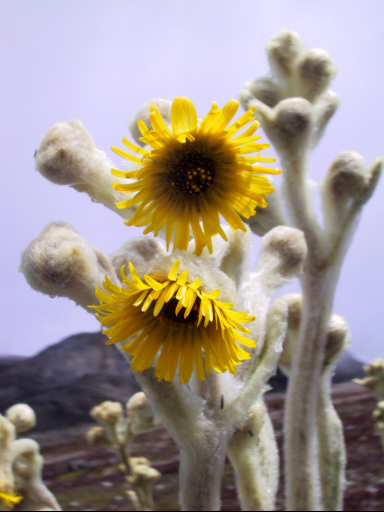
Espeletia — рослина, поширена в венесуельському парамо.

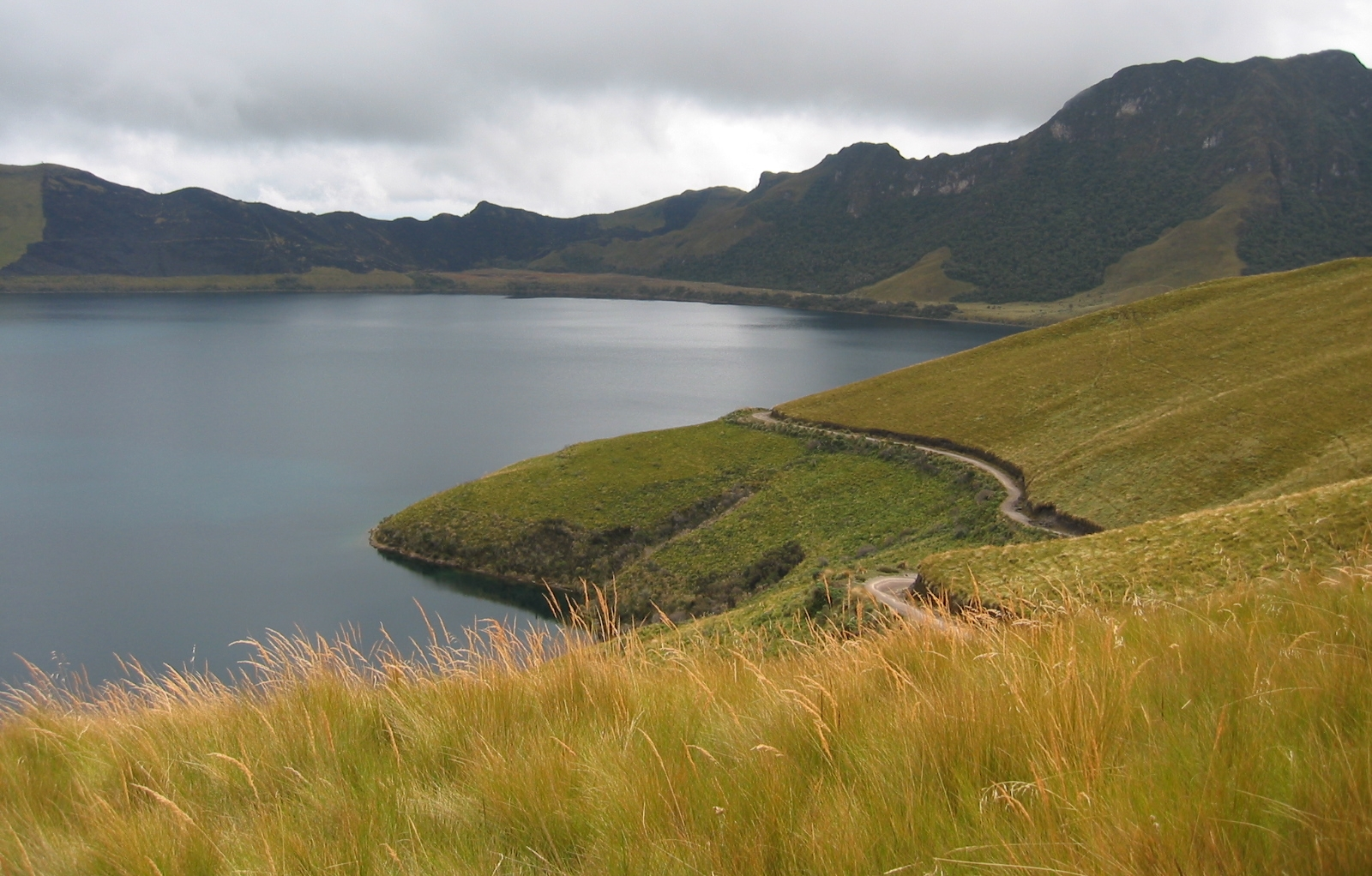
Типовий вигляд парамо біля озера Карікоча (Еквадор).

Па́рамо або па́рамос (ісп. Páramo) — неотропічна екосистема, тип альпійських луків, розташований на великих висотах між верхньою лінією лісу (висота близько 3 100 м над рівнем моря) та нижньою межею зони вічних снігів (близько 5 000 м). Екосистема характеризується висотними, переважно льодовиковими долинами і рівнинами із значною кількістю озер, боліт та рівнин, із вологими луками, чагарниками та невеликими ділянками лісу. Близько 57 % екосистеми розташовані на території Колумбії.